# 동경 64도
동경 64도(東經64度)는 본초 자오선에서 동쪽으로 64도 떨어진 경선이다. 북극점에서 시작하여 북극해, 유럽, 아시아, 인도양, 남극해, 남극을 거쳐 남극점에 이른다.
동경 64도는 서경 116도와 이어져 지구의 둘레를 이룬다.
북극점에서 남극점까지 동경 64도선은 다음 지역을 지나간다.
| 좌표                                                  | 나라, 지역, 해역 | 주석                                                            |
| ----------------------------------------------------- | ---------------- | --------------------------------------------------------------- |
| 북위 90° 0′ 동경 63° 0′  / 북위 90.000° 동경 63.000°  | 북극해           |                                                                 |
| 북위 81° 42′ 동경 63° 0′  / 북위 81.700° 동경 63.000° | 러시아           | 제믈랴프란차이오시파 제도 예발리프섬                            |
| 북위 81° 34′ 동경 63° 0′  / 북위 81.567° 동경 63.000° | 북극해           |                                                                 |
| 북위 80° 53′ 동경 63° 0′  / 북위 80.883° 동경 63.000° | 러시아           | 제믈랴프란차이오시파 제도 그레옘벨섬                            |
| 북위 80° 40′ 동경 63° 0′  / 북위 80.667° 동경 63.000° | 바렌츠해         |                                                                 |
| 북위 76° 14′ 동경 63° 0′  / 북위 76.233° 동경 63.000° | 러시아           | 노바야젬랴섬의 세베르니섬                                       |
| 북위 75° 33′ 동경 63° 0′  / 북위 75.550° 동경 63.000° | 카라해           |                                                                 |
| 북위 69° 42′ 동경 63° 0′  / 북위 69.700° 동경 63.000° | 러시아           |                                                                 |
| 북위 54° 6′ 동경 63° 0′  / 북위 54.100° 동경 63.000°  | 카자흐스탄       |                                                                 |
| 북위 43° 37′ 동경 63° 0′  / 북위 43.617° 동경 63.000° | 우즈베키스탄     |                                                                 |
| 북위 39° 40′ 동경 63° 0′  / 북위 39.667° 동경 63.000° | 투르크메니스탄   |                                                                 |
| 북위 35° 25′ 동경 63° 0′  / 북위 35.417° 동경 63.000° | 아프가니스탄     |                                                                 |
| 북위 29° 26′ 동경 63° 0′  / 북위 29.433° 동경 63.000° | 파키스탄         | 발루치스탄주                                                    |
| 북위 27° 12′ 동경 63° 0′  / 북위 27.200° 동경 63.000° | 이란             |                                                                 |
| 북위 26° 39′ 동경 63° 0′  / 북위 26.650° 동경 63.000° | 파키스탄         | 발루치스탄주                                                    |
| 북위 25° 12′ 동경 63° 0′  / 북위 25.200° 동경 63.000° | 인도양           | 모리셔스 로드리게스섬의 바로 서쪽을 지나감                      |
| 남위 60° 0′ 동경 63° 0′  / 남위 60.000° 동경 63.000°  | 남극해           |                                                                 |
| 남위 67° 36′ 동경 63° 0′  / 남위 67.600° 동경 63.000° | 남극             | 오스트레일리아령 남극 지역, 오스트레일리아가 영유권을 주장한다. |

## 같이 보기
- 동경 63도
- 동경 65도